# Dům U Nováků
Dům U Nováků je secesní obchodní a víceúčelový dům na adrese Vodičkova 699/34, 110 00 na Novém Městě, Praha 1, nedaleko Václavského náměstí. Byl pojmenován po Josefu Novákovi, krejčovskému a textilnímu podnikateli, který obchodní dům provozoval a vlastnil zde též krejčovský salón. Objekt je od roku 1958 chráněn jako kulturní památka.

## Dějiny budovy

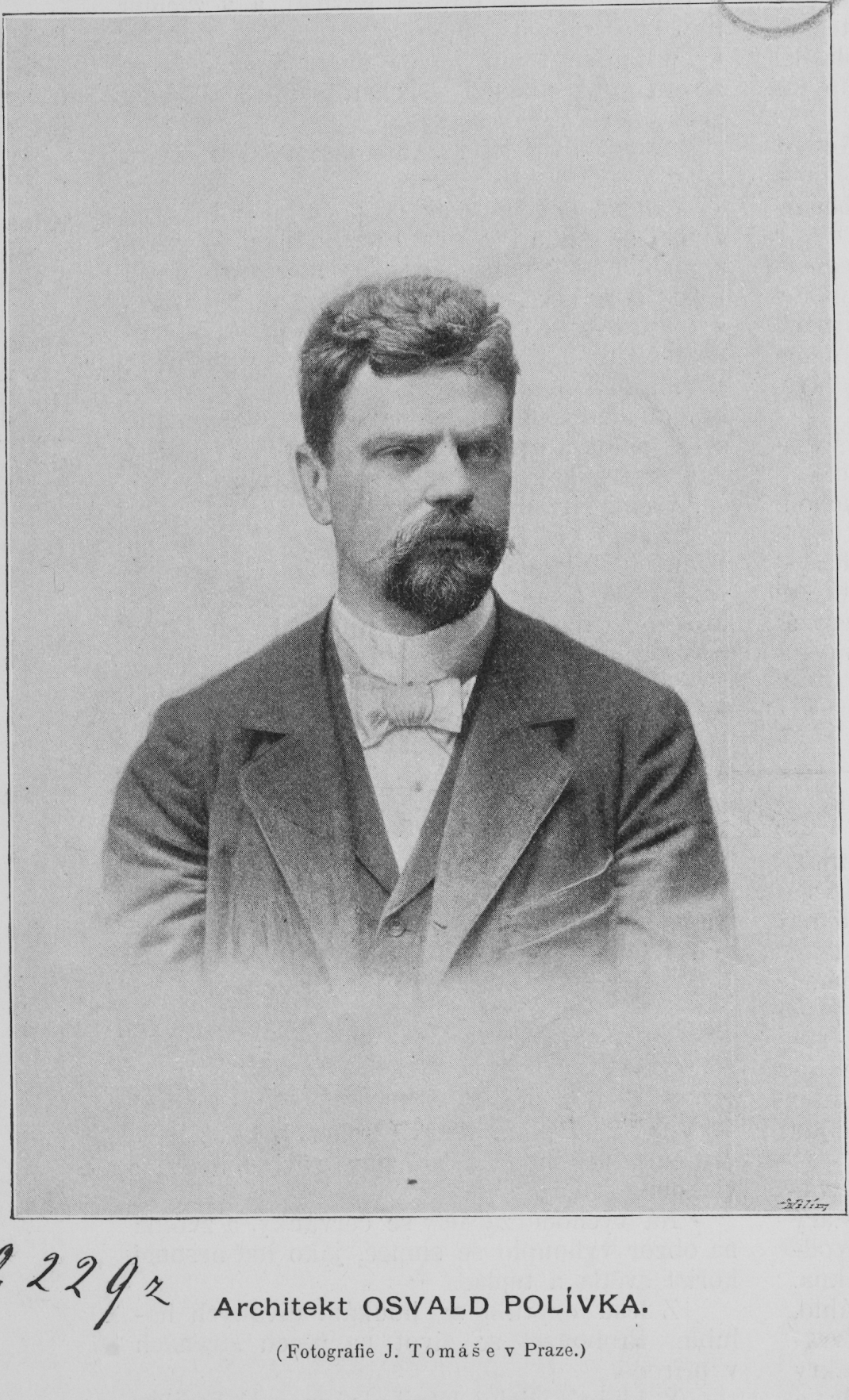
Osvald Polívka, autor návrhu budovy

Na parcele kdysi stál dům a obchod řezníka Vodičky, po kterém nese ulice název. Zde v roce 1878 zakoupili bratři Antonín a Josef Novákové, původem z České Třebové, za poměrně nízkou částku dům a obchod s nitěmi a hračkami, někdejší pivovar, U Štajgrů. Obchod bratři získali od těžce nemocného majitele, který tři dny po transakci zemřel. Obchod bratři zaměřili pouze na prodej textilu. Po smrti Antonína Nováka přebírá Josef vedení podniku, zdárně jej rozvíjí a rozšiřuje sortiment též na krejčovství a módu.
Dům byl postaven v letech 1901 až 1904 podle návrhu věhlasného architekta Osvalda Polívky. Jedná se o multifunkční obchodní palác s pasáží, obchodem a zázemím, kancelářemi, sportovnami, hernou a divadlem U Nováků pro 700 diváků a kabaretním sálem.
Zadavatel a majitel stavby Josef Novák zemřel dva roky po jejím dokončení roku 1906, v 51 letech, jméno J. Novák se nicméně na domě dlouho zachovalo a po Sametové revoluci roku 1989 bylo na dům navráceno.

## Architektura stavby
Budova nese bohatou secesní štukovou a sgrafitovou výzdobu, původně byl projektován jako obchodní dům s luxusním módním či klenotnickým zbožím. Předlohou koncepce byly dobově moderní obchodní domy s chodbami s velkými prosklenými výklady, vznikající především v Paříži, Miláně či Neapoli. Pasáž domu byla teprve druhou[zdroj?] v Praze a vynikala počtem obchodů. Roku 1912 ji dozdobil malíř Jan Preissler nástěnnou alegorickou freskou Obchod a Průmysl.
Ve 30. letech 20. století sídlilo v divadle U Nováků Osvobozené divadlo Jana Wericha, Jiřího Voskovce a Jaroslava Ježka, které se sem přemístilo z Divadla Na Slupi.